# VersaEmerge
 (mai 2010).
Si vous disposez d'ouvrages ou d'articles de référence ou si vous connaissez des sites web de qualité traitant du thème abordé ici, merci de compléter l'article en donnant les références utiles à sa vérifiabilité et en les liant à la section « Notes et références ».
VersaEmerge est un duo rock originaire de Port St. Lucie en Floride aux États-Unis, actuellement sur le label Fueled By Ramen. Ils ont déjà sorti trois EP, Cities Built On Sand, Perceptions et VersaEmerge, et leur premier album, Fixed At Zero est sorti le 22 juin 2010. Leur deuxième album est en préparation. VersaEmerge s'est formé après que le groupe de deux des membres fondateurs, My Fair Verona, s'est séparé.

## Histoire

### Débuts etCities Built On Sand(2005 - 2007)
Le groupe de Floride VersaEmerge s'est formé lorsque Blake Harnage et Anthony Martone étaient au lycée. Ils étaient au départ dans un groupe appelé "My Fair Verona". Après la séparation du groupe, Harnage et Marton ont fondé leur propre groupe. Ils ont choisi le nom "VersaEmerge" en rapport avec vice-versa qui exprime l'opposition et "emerge" signifiant l'élévation. Le groupe a enregistré son premier EP, "Cities Built On Sand", en 2005, avec les anciens membres : Spencer Pearson au chant, Anthony James au chant et au synthétiseur, Josh Center à la guitare et Nick Osbourne à la basse. Avec le départ de quatre membres, le groupe recrute le bassiste Devin "Dirty D" Ingelido de Bury The Ashes. L'année suivante, la chanteuse actuelle Sierra Kusterbeck envoie un enregistrement en ligne pour postuler au poste de chanteur du groupe. Alors que Anthony Martone, Devin Ingelido  et James Lano ne sont pas pour engager Kusterbeck, Harnage les convainc qu'elle convient pour le poste et elle rejoint bientôt le groupe en 2007. Mais ils ne savent pas que Kusterbeck a menti à propos de son âge, disant avoir 18 ans alors qu'elle en avait en réalité 16, afin d'obtenir une audition.

### Perceptions(2007 - 2008)
Le groupe joue sur des scènes locales et part en tournée avec des groupes moins importants comme Kiros, Our Last Night, There for Tomorrow et Craig Owens. Ils travaillent dur et sortent leur EP, "Perceptions", en mai 2008. Ils se séparent du guitariste James Lano, qui est remplacé par Jerry Pierce. Plus tard, VersaEmerge signe sur le label Fueled By Ramen. Ils commencent à composer et à écrire leur EP homonyme, avec le producteur James Paul Wisner. Le EP sort le 3 février 2009, et est disponible sur la boutique en ligne de Fueled By Ramen, iTunes et à leurs concerts.

### VersaEmerge(2008 - 2009)
Ils jouent plus tard sur « The Secret Valentine Tour » avec comme tête d'affiche We The Kings, The Maine, The Cab et There For Tomorrow. Après le Secret Valentine Tour, VersaEmerge voit son nombre de fans grandir et est pris pour jouer deux des quatre jours du festival Give It A Name en 2009 au Royaume-Uni avec des groupes tels que Taking Back Sunday, Underoath, Thursday, Escape the Fate et Innerpartysystem. Ils retournent aux États-Unis et presque immédiatement partent pour le festival Bamboozle dans le New Jersey. Quand ils rentrent chez eux en Floride, ils commencent à écrire leur album pendant quelques mois et partent pour le Warped Tour 2009. Après la fin du Warped Tour, ils se rendent à Malibu pour écrire et enregistrer leur album, puis partent sur la tournée "OP" avec les têtes d'affiche Boys Like Girls et Cobra Starship, et The Maine et A Rocket To The Moon.
Le 19 septembre 2009, le batteur et membre cofondateur Anthony Martone annonce via son Twitter « Je ne suis plus dans VersaEmerge. Merci pour tout votre soutien. Je suis actuellement un batteur à embaucher. Merci à tous... ». Après environ une semaine remplie d'inquiétude à la suite du départ soudain de Martone, Devin Ingelido et le groupe postent des messages à propos de leur séparation avec Martone, expliquant ce départ par des raisons personnelles sur lesquelles ils ne s'étendront pas. Le groupe engage leur ami et musicien Spencer Peterson pour la tournée OP en tant que batteur temporaire. Spencer Peterson est connu pour avoir été le batteur de Hidden in Plain View et Charlotte Sometimes.
Le 22 novembre 2009, le guitariste Jerry Pierce annonce sur Twitter qu'il quitte le groupe pour des raisons familiales. Il note qu'il reste ami avec les autres membres du groupe, mais qu'il "ne peut pas continuer à partir en tournée autant que VersaEmerge". Jerry joue son dernier concert avec le groupe le 28 novembre 2009. Ils vont sortir leur prochain album juste avant le Warped Tour 2010. Pierce ne fera pas partie du processus d'enregistrement.
Le bassiste Devin Ingelido est aussi actuellement engagé dans un projet parallèle avec le batteur Richard Ducat et le guitariste Cj Loy. Le groupe s'appelle Tonight We Dream. Ils ont posté une chanson sur leur Myspace ainsi qu'une vidéo en octobre 2009. Il a déclaré que VersaEmerge est toujours sa priorité et à cause des tournées qu'ils font, Tonight We Dream essayera d'enregistrer un EP quand il aura du temps libre.

### Fixed At Zero(2010–Présent)
En mars, VersaEmerge est nommé parmi les "10 artistes à suivre en 2010" par le site américain Shred News.
Au SXSW Purevolume, VersaEmerge joue de nouvelles chansons de leur album à venir l'été suivant : "Fixed At Zero," "Mind Reader," "Figure it Out," et "You'll Never Know".
Sierra Kusterbeck est récemment apparue dans l'article "Front and Center: The New Class of 2010" du numéro de mai d'Alternative Press.
D'après deux tweets, Chris Pollock est actuellement au poste de batteur du groupe. Il n'a pas été dit si cela est permanent ou temporaire.
Le 26 avril 2010, le blog d'un fan annonce que le nom du premier album de VersaEmerge sera Fixed At Zero. Un clip de "Fixed At Zero" a aussi été posté sur le site www.fixedatzero.com.
Le 28 avril 2010, la pochette de l'album et des informations sur la pré-commande de l'album, dont la sortie est prévue le 22 juin 2010 ont été postées sur fixedatzero.com.
Le groupe participe à deux événements majeurs en 2010, le festival Bamboozle le 1er mai, en jouant aux côtés de groupes comme Paramore et Weezer, et sur le Vans Warped Tour, qui débute le 25 juin.
Après une première tournée en tant que tête d'affiche à l'automne 2010, le Vultures Unite Tour, le groupe est à l'affiche du AP Tour du 18 mars au 6 mai.
Le 27 avril, Devin annonce sur le site officiel qu'il quitte le groupe après le AP Tour, pour s'occuper pleinement de sa vie de famille.
C'est donc en duo, accompagné de Chris Pollock et de Nick Osborne à la basse, que VersaEmerge part en Europe pour sa première tournée, "Euro Invasion" qui commence le 17 mai et se termine le 12 juin, avec un passage à Paris au Nouveau Casino le 2 juin.
Le 23 août sort un EP acoustique "Live Acoustic", qui regroupe quelques reprises et deux de leurs compositions.
Après un concert au festival Fueled By Ramen à New York le 9 septembre 2011, VersaEmerge se remet à la composition du successeur de "Fixed At Zero" qui devrait sortir début 2012.

## Membres

### Membres actuels
- Sierra Kusterbeck - chant (depuis 2007)
- Blake Harnage - lead guitar, backing vocals (depuis 2005)

### Anciens membres
- Christopher Pollock - batterie (2010 - 2011)
- Devin Ingelido - basse, backing vocals (2006 - 2011)
- Jerry Pierce - guitare rythmique, backing vocals (2008 - 2009)
- Anthony Martone - batterie, percussion (2005 - 2009)
- James Lano - guitare rythmique (2007 - 2008)
- Josh Center - guitare rythmique (2005 - 2007)
- AJ Doan - clavier (2005 - 2007)
- Spencer Pearson - chant (2005 - 2006)
- Nick Osborne - basse (2005 - 2006)

### Membre de concert
- Spencer Peterson - batterie, percussion (2009)

## Discographie

### Albums Studio
- Fixed At Zero (2010)

### EPs
- Cities Built On Sand (2007)
- Perceptions (2008)
- VersaEmerge (2009)
- Perceptions (2009)
- Live Acoustic (2011)
- Another Atmosphere Preview - Single (2012)